# Nocciano
Nocciano község (comune) Olaszország Abruzzo régiójában, Pescara megyében.

## Fekvése
A megye központi részén fekszik. Határai: Alanno, Catignano, Cugnoli, Pianella és Rosciano.

## Története
Első említése a 13. századból származik. A következő századokban nemesi birtok volt. Önálló községgé a 19. század elején vált, amikor a Nápolyi Királyságban felszámolták a feudalizmust.

## Népessége
A népesség számának alakulása:

## Főbb látnivalói
- San Vittorino-templom
- Madonna del Piano-templom
- Sant'Antonio da Padova-templom
- San Rocco-templom
- San Lorenzo Diacono e Martire-templom
- San Biagio-templom
- Madonna delle Grazie-templom